# Sternrapporten

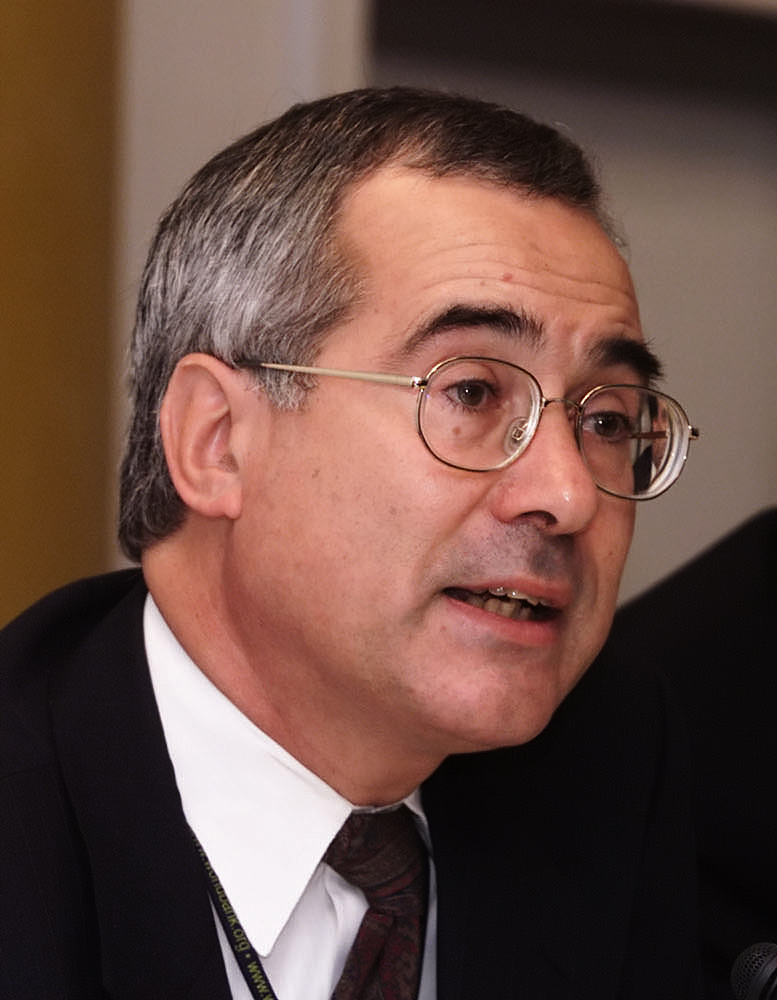
Sir Nicholas Stern, rapportens författare.

Sternrapporten (Stern Review on the Economics of Climate Change) kallas populärt den uppmärksammade rapport som skrevs av den brittiske ekonomen Nicholas Stern på uppdrag av den brittiske finansministern Gordon Brown. Rapporten publicerades den 30 oktober 2006, och beskriver ett scenario där följderna av den globala uppvärmningen mäts i pengar. Sterns rapport uppskattar att kostnaden för en 5 graders medeltemperaturökning fram till år 2100, skulle uppgå till mellan 5 och 20 procent av den globala bruttonationalprodukten. Däremot hävdar rapporten att det bara skulle kosta 1 procent av världens samlade bruttonationalprodukt fram till år 2050 att bromsa de skenande växthusgasutsläppen om det görs i god tid. Rapporten drar slutsatsen att samhällskostnaderna är mycket högre än vad som uppskattats av andra undersökningar.
Rapporten har mötts av kritik från olika håll. Vissa kritiker menar att underlagen för beräkningarna är alltför osäkra och att rapporten målar upp en alldeles för dyster framtidsbild. Sternrapporten har ändå blivit ryktbar, då den är den första i sitt slag som är beställd av en regering och som fått ett brett genomslag i media och bland opinionsbildande politiker, som använder rapporten som ett argument för att det är möjligt, angeläget och till och med ekonomiskt förnuftigt att bekämpa den pågående klimatförändringen.